# Ольховец (муниципальное образование город Новомосковск)
Ольховец — деревня в Тульской области России.
В рамках административно-территориального устройства входит в состав Спасского сельского округа Новомосковского района, в рамках организации местного самоуправления входит в муниципальное образование город Новомосковск со статусом городского округа.

## География
Расположена в 15 км к северо-востоку от райцентра, города Новомосковска. 

## Население
| 2002 | 2010 |
| ---- | ---- |
| 332  | ↘270 |